# Datorstödd konstruktion

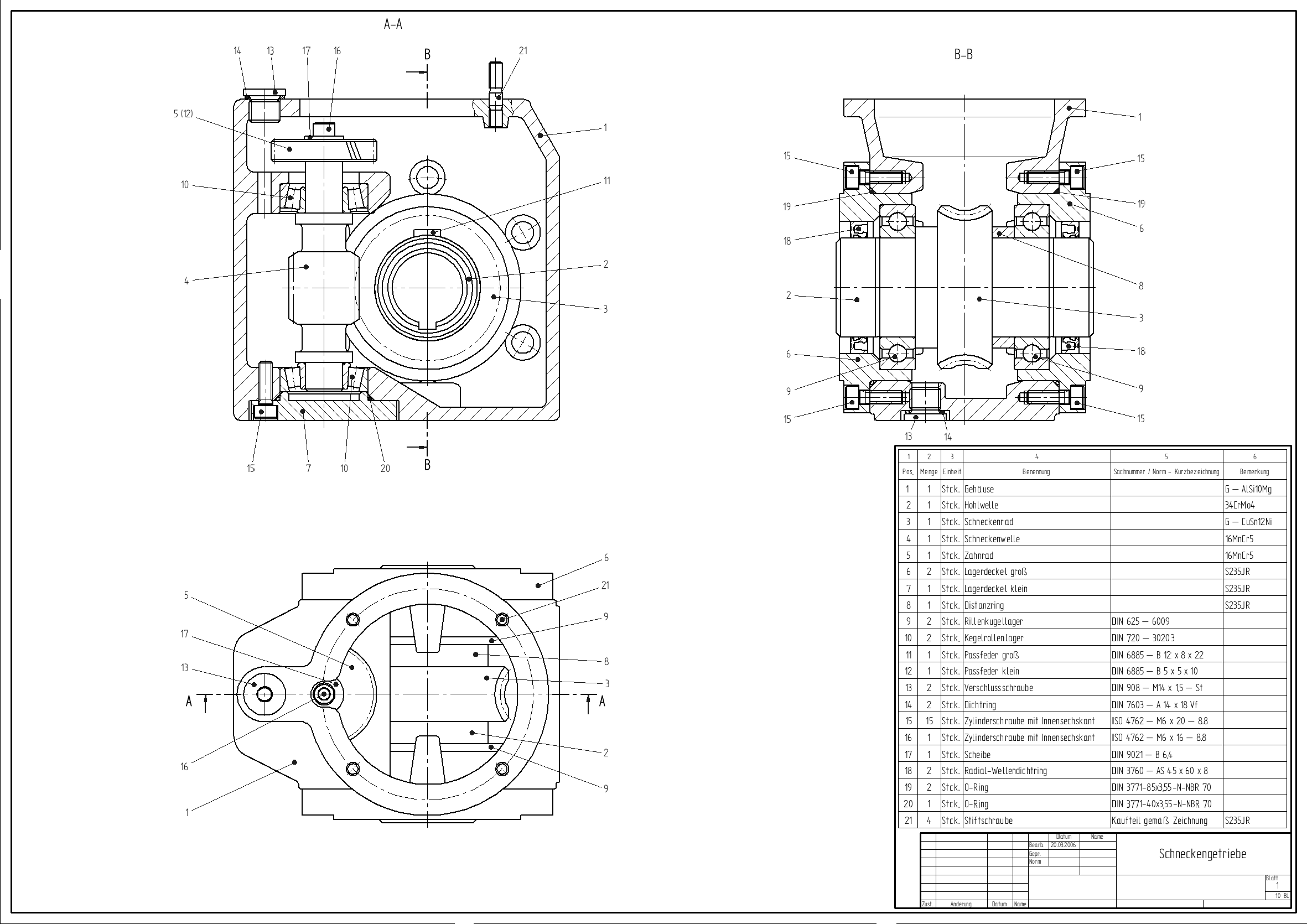
En ritning gjord i ett CAD-program

Datorstödd konstruktion eller CAD (engelska: Computer-aided design, Computer-assisted design eller Computer-aided drafting) är utformning av konstruktioner med hjälp av datorprogram. I första hand syftar begreppet på digitalt baserad design och skapande av tekniska ritningar inom konstruktionsverksamhet och arkitektur.

## Historik
Inom datorstödd konstruktion används särskilda datorbaserade "CAD-system", bestående av specialiserade rit- och beräkningsprogram på persondatorer eller arbetsstationer med stora bildskärmar.
Från början var CAD en förkortning av Computer-aided drafting. En ovanligare namnvariant är CADD, det vill säga Computer Aided Design and Drafting. Tekniken utvecklades först i USA i början av 1960-talet, och i slutet på årtiondet lanserades den första generationen av kommersiella CAD-system.
Under 1970-talet gjordes de första investeringarna inom CAD-teknik hos stora svenska företag inom bygg-, verkstads- och elektroniksektorn. Ett decennium senare spreds tekniken även till mindre och medelstora företag, parallellt med den ökande tillgången på persondatorer och lägre kostnader på datorer generellt.
CAD-tekniken har utvecklats dramatiskt under 1980- och 1990-talen. I början användes tekniken uteslutande för att försöka efterlikna handritade byggnadsritningar och dylikt. Utvecklingen har gjort det möjligt att snabbt producera 3D-visualiseringar och integrera till exempel arkitektens och ingenjörens traditionella verksamhetsområden.

## Användning
CAD-system används numera inom många branscher, och inom bland annat verkstadsindustrin används den för att ta fram ritningar av olika slag. När datorstödet också handlar om att hantera styrinformation för den slutliga tillverkningen kallas det hela om CAD/CAM-system (CAM = computer-aided manufacturing, 'datorstödd tillverkning').
Inom elektronikindustrin används liknande system för tillverkning av både integrerade kretsar och hela kretskort, medan byggbranschen tar fram olika slags ritningar och projekterar el- och VVS-system via CAD-system. Inom stadsplaneverksamheten nyttjas datorstödet till planering och kartläggning av skilda typer av ledningsnät. Kartografin har omvandlats genom införandet av geografiska informationssystem (GIS), där grafiska objekt även kan kopplas till textinformation.
Inom skolväsendet talar man typiskt nog om "CAD-undervisning", när man på en dator utför det som förr kallades "ritlära" eller "ritteknik".

### Fördelar och resultat
Fördelarna med datorstödd konstruktion är bland annat
- Återanvändning av designelement
- Snabba ändringar i befintliga ritningar
- Möjligheten att utvärdera formgivning gentemot regelverk
- Verklighetstrogen simulering av formgivning utan prototyper
- Möjligheten att integrera ritningar med databasprogram

Bland de resultat man kan få ut av ett CAD-program kan nämnas
- Solidmodeller
- Trådmodeller (Wireframes)
- Grafiska representationer av anläggningar och databaser
- Parameterberoende modeller
- Realtidssimulationer av olika processer
- Möjlighet att använda Computer Aided Manufacturing, CAM.
- Numeriska instruktionssekvenser som kan sändas direkt till produktionsledet (Computer Numerical Control, CNC – styrfiler).
- Analys och utvärdering av till exempel de konstruktiva egenskaperna hos komponenter i komplexa system (Finite Element Analysis, FEA).
- Automation i elektronikindustrin – Electronic Design Automation (EDA).,
- Möjlighet att använda friformsframställning.